# Johannes Gabriel
Johannes Gabriel (* 27. November 1969 in Leipzig; † 7. Juni 2022 ebenda) war ein deutscher Schauspieler und Hörspielsprecher.

## Leben
1989 schloss Gabriel die schulische Ausbildung mit Abitur und als Facharbeiter Maschinen- und Anlagenmontage ab.
Von 1991 bis 1995 studierte Gabriel Schauspiel an der Hochschule für Musik und Theater „Felix Mendelssohn Bartholdy“ Leipzig sowie am Staatsschauspiel Dresden und schloss mit Diplom ab. Nach dem Studium arbeitete er bis 2005 am neuen theater Halle. Danach arbeitete er als Freiberufler. Er hatte Gastrollen an der Oper Leipzig, dem Kleist-Theater Frankfurt (Oder) und den Freien Kammerspielen Magdeburg.
Neben diversen freien Produktionen spielte er seit 2008 regelmäßig mit der Improvisationsgruppe Theaterturbine und seit 2011 an der Schaubühne Lindenfels.
Außerdem war er als Dozent tätig, seit 2009 an der Akademie der Darstellenden Künste Delitzsch für „künstlerisches Wort/Mikrofonsprechen“ und seit 2017 an der Akademie Deutsche POP für Theater-Improvisation und Sprechen.
Gabriel starb unerwartet mit 52 Jahren am 7. Juni 2022 in Leipzig.

## Filmographie (Auswahl)
- Polizeiruf 110 (Fernsehreihe)
  - 1995: Grawes letzter Fall
  - 2003: Kopf in der Schlinge
  - 2007: Tod eines Fahnders
  - 2010: Schatten
- 1998–2013: In aller Freundschaft (Fernsehserie)
- 2000: Maximum Speed (Fernsehfilm)
- 2001–2002: SOKO Leipzig (Fernsehserie) als Dr. Thomas Vandenbrok
  - 2001: Abschied für immer
  - 2001: Börsenfieber
  - 2002: Doppelleben
- 2010–2013: 1941, 1942, 1943 (russische Fernsehserie in drei Staffeln von Valery Shalyga)

## Hörspiele (Auswahl)
- 2000: Martin Louis Amis: Night Train (Werbestimme A) – Regie: Joachim Staritz (Hörspielbearbeitung, Kriminalhörspiel – MDR/SWR)
- 2000: Éric-Emmanuel Schmitt: Der Besucher – Regie: Jörg Jannings (Hörspielbearbeitung – MDR/ORF)
- 2003: Christina Calvo: Der Zug nach Wicklow (Mann 1) – Regie: Stefan Kanis (Original-Hörspiel, Kinderhörspiel – MDR)
- 2004: Martin Andersen Nexø: Pelle, der Eroberer (Zwei- und fünfteilige Fassung) (Bauer 2) – Regie: Götz Fritsch (Hörspielbearbeitung – MDR)
- 2007: Iain Levison: Betriebsbedingt gekündigt (2. Polizist) – Bearbeitung und Regie: Steffen Moratz (Hörspielbearbeitung, Kriminalhörspiel – MDR)
- 2009: Uwe Johnson: Das dritte Buch über Achim. Hörspiel in fünf Teilen (Grenzpolizist/Pförtner) – Bearbeitung und Regie: Norbert Schaeffer (Hörspielbearbeitung – NDR/MDR)